# Urashima
Urashima is een geslacht van kreeftachtigen uit de klasse van de Malacostraca (hogere kreeftachtigen).

## Soorten
- Urashima lamellidentatus (Wood-Mason, 1892)
- Urashima pustuloides (Sakai, 1961)